# حيدر ناصر
حيدر ناصر شهيد المعروف أيضا باسم حيدر جبرين، (ولد في 13 كانون الثاني / يناير 1981 في النجف) هو رياضي عراقي متخصص في رياضة رمي القرص. كان أحد المتنافسين العراقيين في الألعاب الأولمبية الصيفية 2008 في بكين. كان واحد من أربعة من المتنافسين العراقيين.
حصل على المركز الحادي عشر في الألعاب الآسيوية 2006 والمركز الرابع في رمي القرص في بطولة آسيا لألعاب القوى 2009 والمركز السابع في ألعاب القوى في دورة الألعاب الآسيوية 2010. شارك في بطولة العالم لألعاب القوى 2009، لكنه فشل في تسجيل علامة.

## الإنجازات
| العام      | المسابقة                                        | المكان     | المركز     | ملاحظة     |
| مثل العراق | مثل العراق                                      | مثل العراق | مثل العراق | مثل العراق |
| ---------- | ----------------------------------------------- | ---------- | ---------- | ---------- |
| 2006       | ألعاب القوى في دورة الألعاب الآسيوية 2006       | الدوحة     | 11         | 51.48 m    |
| 2007       | ألعاب القوى في دورة الألعاب العربية 2007        | القاهرة    | 4          | 53.53 m    |
| 2008       | ألعاب القوى في الألعاب الأولمبية الصيفية 2008   | بكين       | 36 (q)     | 54.19 m    |
| 2009       | بطولة العالم لألعاب القوى 2009                  | برلين      | –          | NM         |
| 2009       | بطولة آسيا لألعاب القوى 2009                    | غوانزو     | 4          | 58.00 m    |
| 2010       | ألعاب القوى في دورة الألعاب الآسيوية 2010       | غوانزو     | 6          | 55.44 m    |
| 2011       | بطولة آسيا لألعاب القوى 2011                    | كوبه       | 8          | 51.25 m    |
| 2011       | ألعاب القوى في دورة الألعاب العربية 2011        | الدوحة     | 4          | 58.11 m    |
| 2013       | بطولة آسيا لألعاب القوى 2013                    | بونه       | 9          | 54.05 m    |
| 2013       | ألعاب القوى في دورة ألعاب التضامن الإسلامي 2013 | فلمبان     | 7          | 55.75 m    |

## وصلات خارجية
- حيدر ناصر على موقع الاتحاد الدولي لألعاب القوى (الإنجليزية)
- حيدر ناصر على موقع أوليمبيديا (الإنجليزية)